# Сканлейт
Сканле́йт — любительський переклад коміксів, найчастіше манґи, на іноземну мову. Походить від англ. scanlate, яке є поєднанням слів англ. scanning (сканування) і англ. translating (переклад). Етимологія слова точно передає суть явища: група ентузіастів посторінково сканує мангу, після чого перекладає її та ретушує, вставляючи в «хмарки» перекладений текст.
У певному значенні сканлейти можна назвати фенсабами манґи, тим паче, що деякі фенсаб-групи (наприклад «Toriyama's World») одночасно перекладають і аніме, і мангу. Як у фенсабберів, між сканлейтерами та видавництвами існує негласна угода про те, що видавництва не переслідують сканлейтерів, а останні припиняють розповсюдження перекладу, як тільки манґа ліцензується на відповідній території.
Спочатку діяльність сканлейтерських груп розвивалася пліч-о-пліч з розповсюдженням сканів випущеної на Заході манґи, але пізніше основна частина сканлейтерів відійшла від цієї сумнівної в правовому відношенні практики. В наш час[коли?] негласно вважається допустимим викладати для звантаження (у тому або іншому вигляді) сканлейти манґи, що не видавалася цією мовою, а також альтернативні (неофіційні) сценарії.
Розповсюджуються сканлейти по IRC або файловим мережам. Іноді вони викладаються і на вебсайтах сканлейтерських груп, але так роблять або з найсвіжішими перекладами, або навпаки, з неактуальними (залежно від політики сканлейтерської групи).